# تایفون بادمسوی
تایفون بادمسوی (ترکی استانبولی: Tayfun Bademsoy؛ زادهٔ ۱۴ اکتبر ۱۹۵۸) هنرپیشه، صدا پیشه، و بازیگر سینما اهل آلمان است.
از فیلم‌ها یا برنامه‌های تلویزیونی که وی در آن نقش داشته‌است می‌توان به جعبه پاندورا اشاره کرد.